# موها (مجارستان)
موها (به مجاری:  Moha) یک شهرداری در مجارستان است که در ناحیه سکش‌فهروار واقع شده‌است. موها ۹٫۸۸ کیلومتر مربع مساحت و ۴۲۷ نفر جمعیت دارد.